# Stadstekenacademie

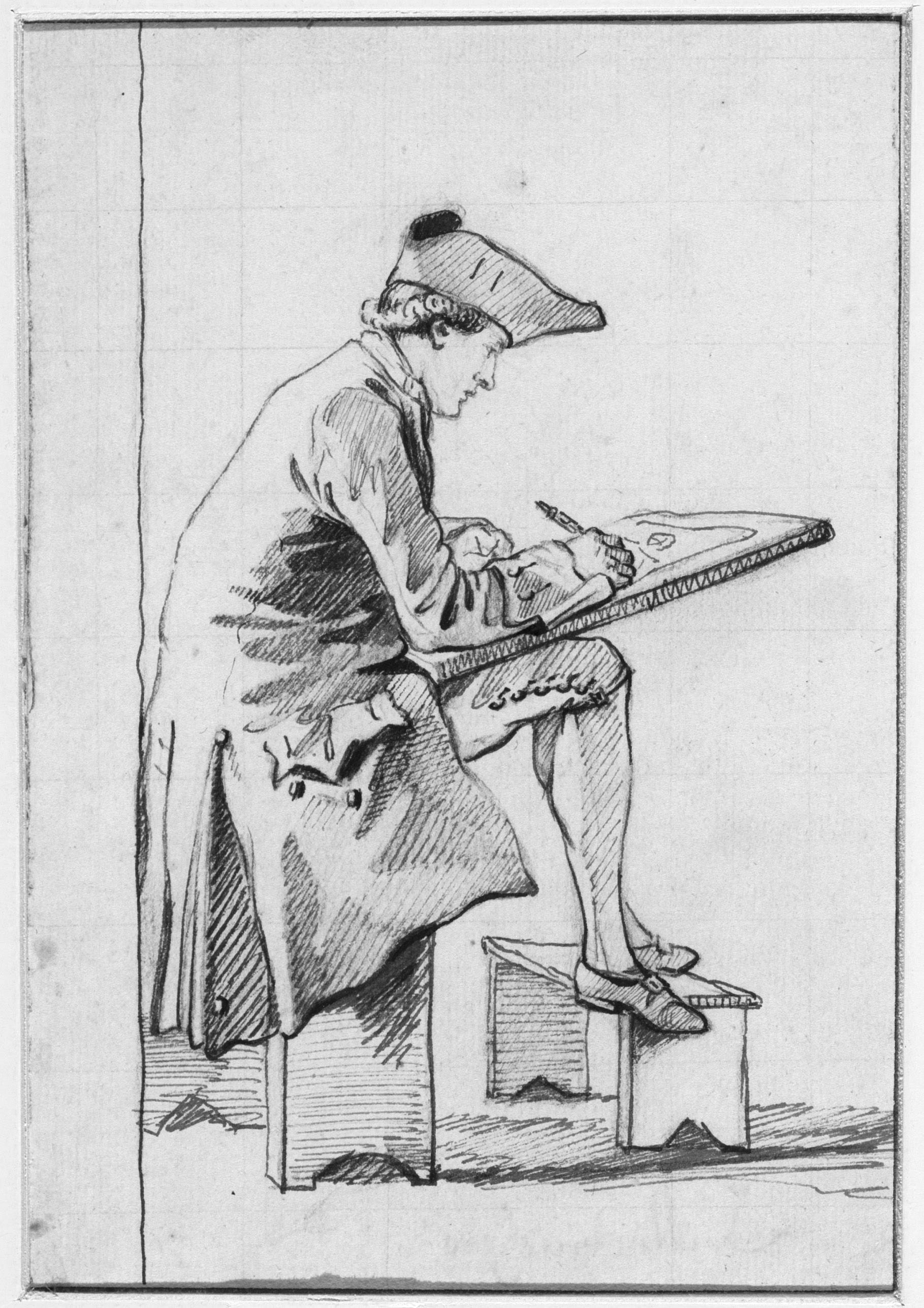
Jurriaen Andriessen getekend door Reinier Vinkeles, 1764

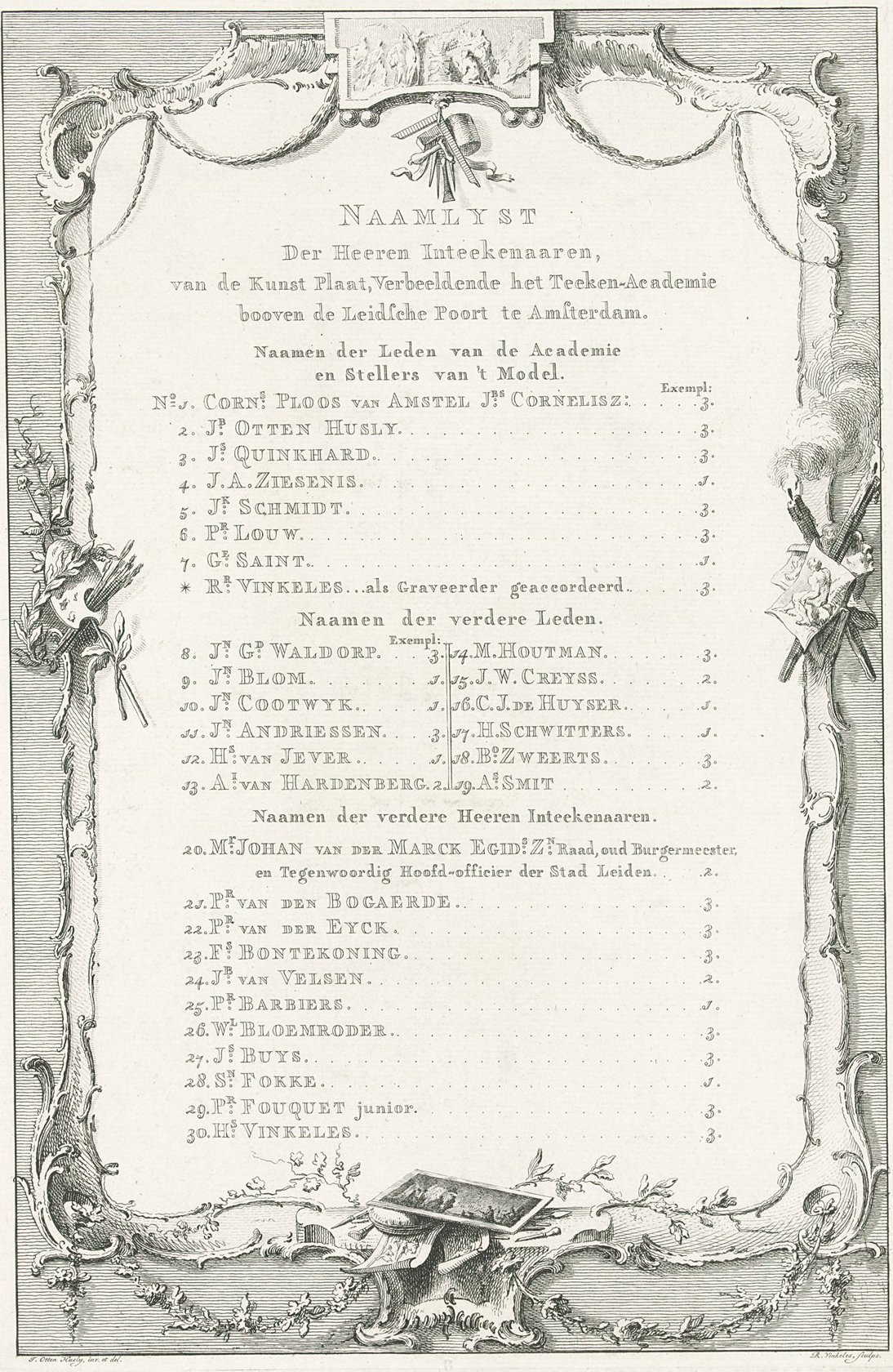
Gravure met de namen van de leden van de academie in 1768

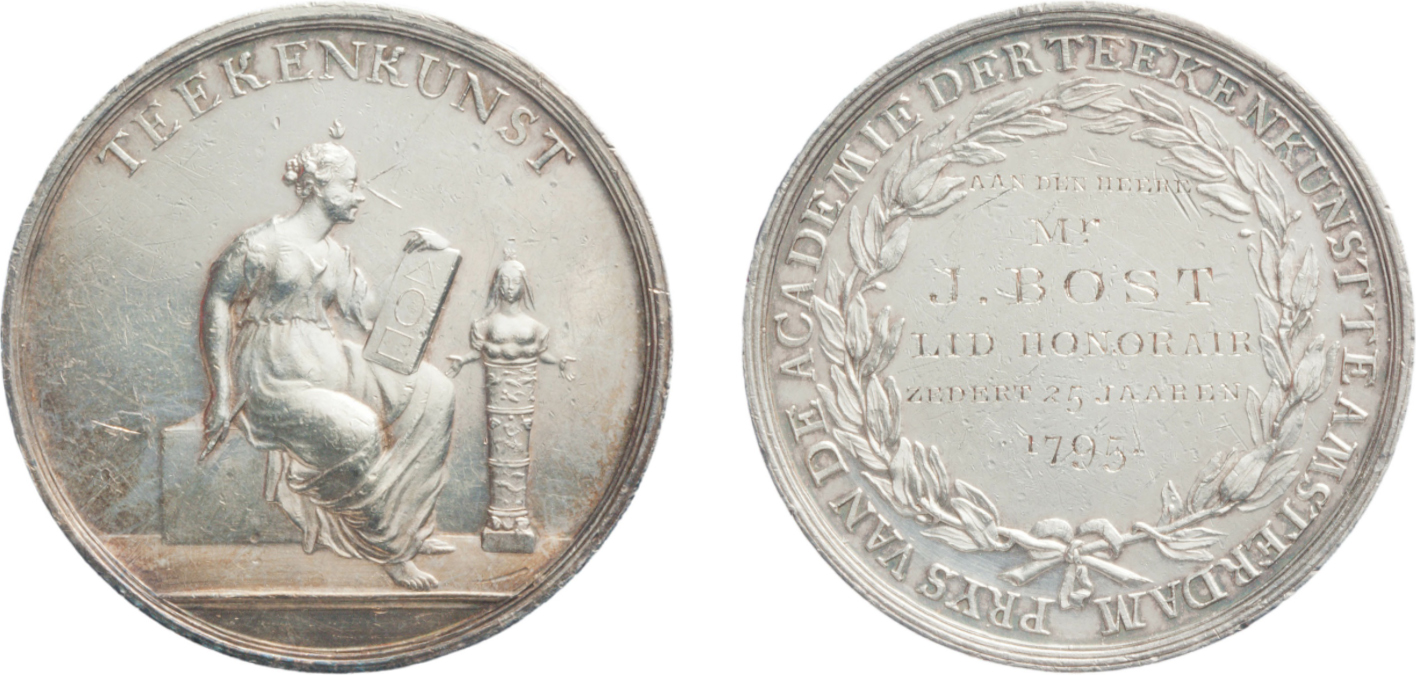
Joan Holtzhey, Penning van de Academie der Teekenkunst te Amsterdam aan J. Bost, 1795

De Stadstekenacademie (Stads Teekenacademie, Teeken-Academie of Akademie der Teekenkunst) was een 18e-eeuwse kunstacademie in Amsterdam. Het was de voorloper van de Koninklijke Akademie (gevestigd in 1822) en de Rijksakademie van beeldende kunsten (1870). Ook andere Nederlandse steden hadden een dergelijke tekenacademie.
Kunstenaars als Cornelis Apostool, Jan Willem Pieneman en Wouter Johannes van Troostwijk genoten een opleiding aan de tekenschool. De academie organiseerde een jaarlijkse tekencompetitie. De winnaars ontvingen gouden, zilveren en bronzen medailles.
De school was niet zozeer bedoeld om de leerlingen tot kunstenaar te op te leiden, maar om jongeren in aanraking te laten komen met kunst als onderdeel van hun opvoeding. Er was geen formele structuur in de opleiding, hoewel de leerlingen in drie niveaus werden ingedeeld en twee keer per week aanwezig moesten zijn om les te volgen.
De academie had een aantal "ereleden". Dit waren niet-kunstenaars, doorgaans vermogende, invloedrijke regenten die er voor konden zorgen dat de academie goede huisvesting had. Ook betaalden ze voor het benodigde materiaal en het prijsgeld voor de jaarlijkse tekenwedstrijd. In ruil hiervoor konden de regenten status ontlenen aan hun lidmaatschap van de academie. Ook gebruikten ze de academie als gezelligheidsvereniging of om buitenlandse gasten op een indrukwekkende manier te ontvangen.

## Geschiedenis
De academie werd in 1718 opgericht als de Oefenschool der Tekenkunst. In 1741 werd de opleiding hernoemd tot de Tekenacademie, op initiatief van onder meer Jan Maurits Quinkhard. Er was veel ruzie tussen de leden, waardoor de meesten weer vertrokken, maar in 1750 werd een nieuwe start gemaakt met 20 kunstenaars en "liefhebbers" (regenten die kunstverzamelaar of mecenas waren).
De academie was gehuisvest in de Leidsepoort, zoals te zien is op een prent van Vinkeles uit 1764, maar verhuisde op 4 december 1767 naar twee vertrekken in het stadhuis op de Dam.
Pas in 1765 kreeg de organisatie een formele structuur. Vanaf dat jaar werden ook niet-kunstenaars gevraagd om directeur te worden. In 1766-1767 had de academie 49 kunstenaarsleden en 25 ereleden (niet-kunstenaars), een teken dat het, een jaar na de formalisatie, goed met de academie ging.
De academie bestond tot 1822, toen koning Willem I de Koninklijke Academie oprichtte, in 1870 vervangen door de Rijksakademie van beeldende kunsten.

## Leden

### Oprichters, directeuren en docenten
- Jurriaen Andriessen
- Jacobus Buys
- Hendrick van Cuychem
- Jacob Otten Husly
- Jacques Kuyper
- Pieter Louw
- Hendrik Meijer
- Wouda Piera
- Cornelis Ploos van Amstel
- Jan Maurits Quinkhard
- Izaak Riewert Schmidt
- Reinier Vinkeles
- Jan Wandelaar
- Jacob de Wit
- Anthonie Ziesenis

### Leerlingen
- Cornelis Apostool
- Cornelis Borsteegh
- Egbert van Drielst
- Jan Bulthuis
- Abraham Pietersz. Hulk
- Jan Ekels de Jonge
- Jacques Kuyper
- Jan Adriaan Antonie de Lelie
- Jacob Maurer
- Hermanus Numan
- Bernard Picart
- Jan Willem Pieneman
- Jeremias Schultz
- Dirk Sluyter
- Jacob Smies
- Pieter Tanjé
- Wouter Johannes van Troostwijk

## Verder lezen
- Paul Knolle, "Amsterdamse stadstekenacademie, een 18de-eeuwse 'oefenschool' voor modeltekenaars, Met een lijst van redevoeringen", in A. Martis, H. Miedema, E. van Uitert (red.), Kunstonderwijs in Nederland, Haarlem, 1980
- J. Offerhaus, "Van Isaac en Apollo. De prijswinnende tekeningen van de Amsterdamse stadstekenacademie", Nederlands Kunsthistorisch Jaarboek 30 (1979), pp. 43–48